# Улица Баллаева (Владикавказ)
Улица Балла́ева — улица во Владикавказе, Северная Осетия, Россия. Улица располагается в Иристонском муниципальном округе Владикавказа между переулком Станиславского и улицей Кирова. Начинается от переулка Станиславского.

## История
Улица названа в память заслуженного артиста РСФСР В. Д. Баллаева.
Улица образовалась во второй половине XIX столетия. В конце XIX века на улице располагалась Ремесленная управа. Улица отмечена на «Карте Кавказского края» как Ремесленная улица. Упоминается под этим же названием в Перечне улиц, площадей и переулков от 1911 и 1925 годов.
15 марта 1930 года была переименована Президиумом Владгорсовета V созыва в улицу Черноглаза, в честь советского партийного деятеля Иосифа Моисеевича Черноглаза (убит в феврале 1930 года).
16 июня 2000 года улица Черноглаза была переименована в улицу Баллаева.

## Объекты
Объекты культурного наследия
- д. 7 — бывший особняк А. В. Замкового. Памятник архитектуры регионального значения[4].
- д. 9 — памятник истории. В этом доме с 1918 по 1923 год проживал осетинский драматург Елбыздыко Бритаев[5][6].
- д. 10/ Некрасова, 1 — памятник истории. Дом, в котором жил известный педагог и журналист, издатель, автор осетинского букваря Алмахсид Адильгиреевич Кануков[7];
- д. 17 — памятник архитектуры[6].
- д. 19 — памятник архитектуры. Бывший дом купца Мокротоварова[6].
- д. 30 — памятник истории. Дом, где в 1960—1973 гг. жил заслуженный артист РСФСР Петр Казбекович Цирихов[6].

## Транспорт
С 1904 по 1936 годы по улице от Театрального переулка до Слепцовской улицы проходила трамвайная линия узкой колеи.

## Источник
- Владикавказ. Карта города, изд. РиК, Владикавказ, 2011
- Кадыков А. Н., Улицы, переулки, площади и проспекты г. Владикавказа: справочник, изд. Респект, Владикавказ, 2010, стр. 65 — 66, ISBN 978-5-905066-01-6
- Карта Кавказского края, издание картографического заведения А. Ильина, СПб, 60 — 70-е года XIX века.
- Киреев Ф. С., По улицам Владикавказа, изд. Респект, Владикавказ, 2014, стр. 13 — 14, ISBN 978-5-905066-18-4.
- Торчинов В. А., Владикавказ., Краткий историко-краеведческий справочник, Владикавказ, Северо-Осетинский научный центр, 1999, стр. 91, 93, 97, ISBN 5-93000-005-0